# El Hato de San Juan de Dios
El Hato de San Juan de Dios es un corregimiento del distrito de Aguadulce, en la provincia de Coclé, República de Panamá. Su creación fue establecida mediante Ley 61 del 13 de septiembre de 2013 segregándose del corregimiento de El Cristo, no obstante, la norma indicaba que el corregimiento entraría en existencia el 2 de mayo de 2019; pero por la Ley 22 del 9 de mayo de 2017, su fundación fue adelantada al 1 de julio de 2017. Su cabecera es El Hato de San Juan de Dios.